# Biorine
Biorine su naselje u općini Cista Provo, u Splitsko-dalmatinskoj županiji. 

## Zemljopis
Naselje je smješteno između Budimira i Ciste Velike na državnoj cesti Trilj – Imotski.

## Stanovništvo
Tablica (od 1857. do 1921.) sadrži dio podataka za naselje Cista Velika (uključeni su podaci bivšeg naselja Cista Griva).
| broj stanovnika | 432   | 431   | 456   | 525   | 616   | 966   | 900   | 745   | 842   | 782   | 725   | 705   | 546   | 431   | 241   | 181   | 152   |
|                 | 1857. | 1869. | 1880. | 1890. | 1900. | 1910. | 1921. | 1931. | 1948. | 1953. | 1961. | 1971. | 1981. | 1991. | 2001. | 2011. | 2021. |

## Spomenici i znamenitosti
- Biorine-Kosiri, arheološko nalazište - tumul iz oko 2000. pr. Kr. i srednjovjekovno groblje sa stećcima[4]
- Lazine, arheološko nalazište, srednjovjekovno groblje sa stećcima iz 14. i 15. stoljeća[4]